# Revište
Revište é um castelo localizado na cidade de Žarnovica, na região de Banská Bystrica, Eslováquia.
Construído em 1352, Revište, da mesma maneira que o castelo em Sasov, tinha como propósito vigiar o movimento das pessoas no rio Hrod. No século XV, pertenceu a Ján Jiskra, ao rei Casimiro e à família Bockai. Foi bastante afetado na rebelião de Imre Thököly, e hoje só restam suas ruínas.